# Psammochela psammodes
Psammochela psammodes är en svampdjursart som först beskrevs av Jörn Hentschel 1911.  Psammochela psammodes ingår i släktet Psammochela och familjen Myxillidae. Inga underarter finns listade i Catalogue of Life.